# Dark Passion Play
Dark Passion Play é o sexto álbum de estúdio da banda finlandesa de metal sinfônico Nightwish, que foi lançado em 26 de setembro de 2007 na Europa pela Nuclear Blast. Foi o primeiro álbum da banda com a vocalista sueca Anette Olzon, que substituiu Tarja Turunen devido à sua demissão em outubro de 2005. Foi também o primeiro álbum de estúdio da banda em três anos, o maior hiato do Nightwish até então.
O compositor Tuomas Holopainen disse que este álbum "salvou sua vida". O álbum possui cinco singles: "Eva", lançado em 25 de maio de 2007, "Amaranth", lançado em 22 de agosto, "Erämaan Viimeinen", lançado em 5 de dezembro, "Bye Bye Beautiful", lançado em 15 de fevereiro de 2008, e "The Islander", lançado em 21 de maio.
Os videoclipes foram lançados quase que junto com os singles, os dois primeiros, de "Amaranth" e "Bye Bye Beautiful", foram gravados em Los Angeles na primavera de 2007 e custaram 270 mil euros. O terceiro clipe, de "The Islander", foi filmado em Rovaniemi, Finlândia e lançado em abril de 2008.
Em 16 de dezembro de 2007, chegou à marca de 120 mil cópias vendidas apenas na Finlândia, recebendo quatro certificações de Platina. Ao todo, estima-se que Dark Passion Play já tenha vendido mais de 1 milhão e 500 mil cópias ao redor do mundo.

## Produção

### Escolha do título
De acordo com Tuomas, o álbum se chamaria originalmente The Poet and the Pendulum, o nome de sua primeira música. Entretanto, o título foi mudado por Tuomas achar que o original estaria muito grande para o nome de um álbum, e também achou que estaria se "exibindo", já que ele é o poeta da banda. O título final também é usado na letra de uma das músicas:
| “ | The morning dawned, upon his altar Remains of the dark passion play Performed by his friends without shame Spitting on his grave as they came | ” |

Em 1 de abril de 2007, foi anunciado no website da banda que o álbum se chamaria Faster Harder Nightwish, provavelmente baseado no single "Faster Harder Scooter", da banda alemã Scooter, porém mais tarde foi revelado que tudo não passava de uma brincadeira de 1º de abril.
O título final foi divulgado mais tarde, ainda em abril, junto com uma ilustração da capa. Através da capa muitos fãs perceberam que a banda mudou drasticamente seu estilo musical.

### A nova vocalista

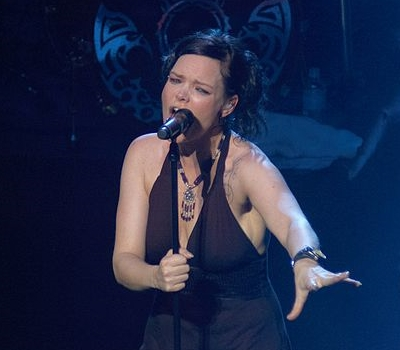
A segunda vocalista do Nightwish, Anette Olzon.

Em 21 de outubro de 2005, após um show em Helsinque, Finlândia, a até então vocalista da banda, Tarja Turunen, foi demitida e o grupo iniciou um grande hiato. Para achar uma substituta, a banda divulgou em seu website oficial, em março de 2006, um comunicado; nele, Tuomas dizia para que todas as interessadas no emprego "enviassem um fita ou CD com pelo menos três músicas demonstrando sua voz, dentre essas ele escolheria a nova vocalista da banda".
Entre março de 2006 e janeiro de 2007, a banda recebeu mais de duas mil fitas; o grupo chegou a receber três candidatos masculinos ao posto. A banda selecionou 50 candidatos, e desses selecionou mais 10 que se tornaram os finalistas. Foi anunciado que o nome da escolhida seria divulgado no fim de maio ou começo de junho junto com um single, "Eva", mas como esse vazou na Internet alguns dias antes do previsto, o nome de Anette Olzon foi apresentado no website oficial em 24 de maio de 2007. Ela já tinha experiência como vocalista do grupo sueco Alyson Avenue.
Em uma entrevista, Tuomas disse que se encantou com Anette ao ouvi-la cantar a canção "Ever Dream", do álbum Century Child:
| “ | É claro que vai haver muita comparação entre Anette e Tarja, mas tenho certeza que ela vai se sair muito bem. —Tuomas Holopainen fala sobre Anette Olzon | ” |

Mais tarde, Anette disse que Tuomas, logo após ela ter se candidatado, lhe enviou um e-mail dizendo que apesar dele ter gostado dela, seria difícil ela ficar com o cargo. Anette explicou que ele disse que por ela ter um filho de 5 anos na época, ele temia que as responsabilidades com o filho pudessem atrapalhar o cronograma das turnês. O próprio Tuomas disse que todas as dúvidas se dissiparam nos primeiros dias de gravação.

### Composição

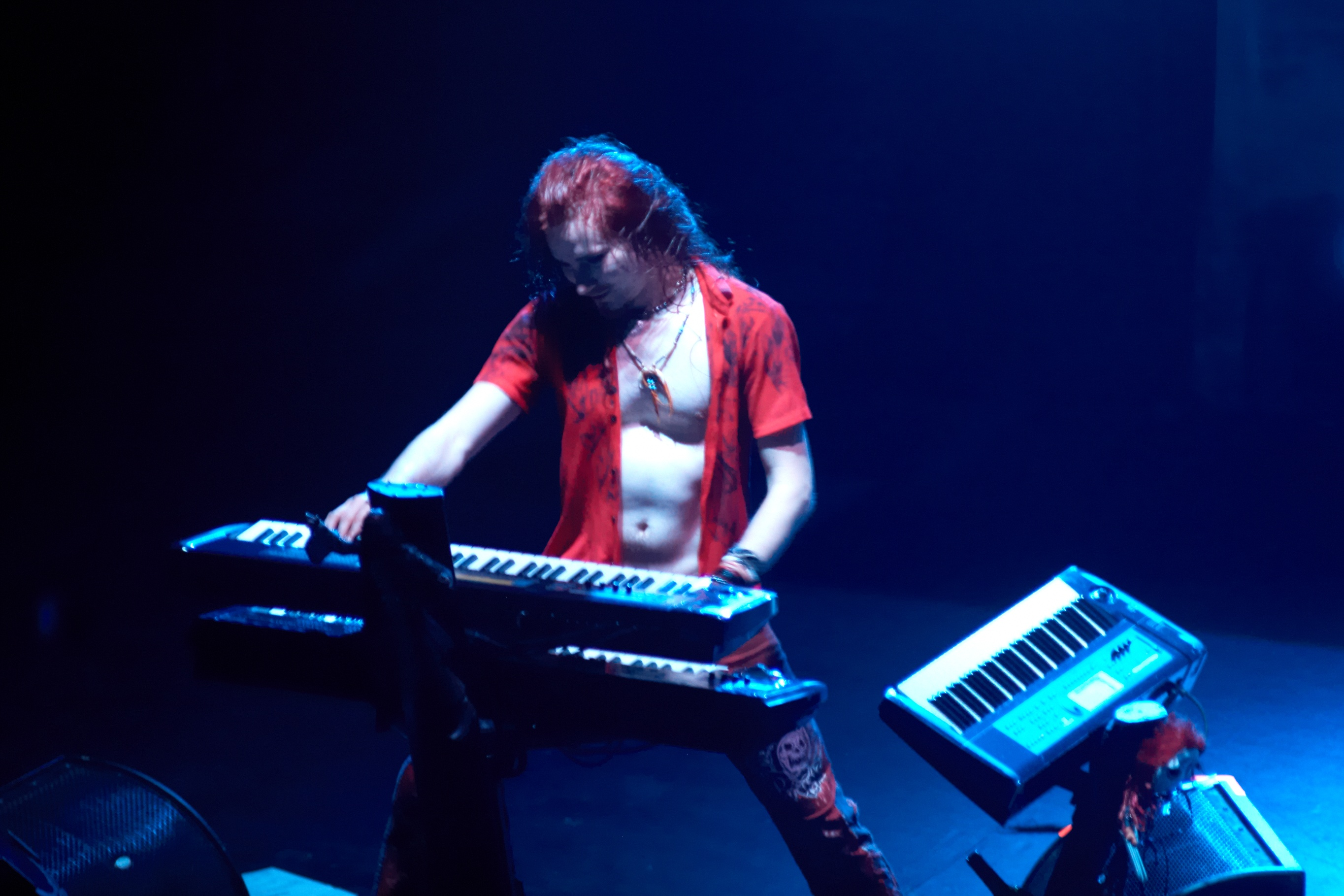
O principal compositor do grupo, Tuomas Holopainen.

Dark Passion Play tem muitos sons de caráter pessoal, como "The Poet and the Pendulum", que é descrito por Tuomas como sua história de vida, descrevendo a vida de um compositor e artista. A canção foi inspirada na obra The Pit and the Pendulum, de Edgar Allan Poe, e possui um coro de doze jovens que recitam poemas em alguns pontos. O líder do coral, preocupado com algumas partes da letra que pareciam obscenas demais para uma criança, pediu a Tuomas que elas fossem mudadas, esse concordou e passou esses pontos para Marco cantar. Já "Meadows of Heaven" referência a infância de Tuomas, e a tristeza dele por saber que essa fase nunca retornará. Essas duas são as canções mais longas do álbum, por isso foram posicionadas uma no início, e outra no fim do disco.
Segundo Tuomas, as canções "Bye Bye Beautiful" e "Master Passion Greed" falam sobre a ex-vocalista, Tarja Turunen, e seu atual marido Marcelo Cabuli. Apesar de algumas linhas da primeira parecerem agressivas, Tuomas disse que o objetivo da canção não é expressar ódio, mas sim lidar com o ocorrido. Como Anette não teve ligação com o ocorrido, partes da canção são cantadas por Marco.
Já "Master Passion Greed" é dedicado apenas a Marcelo; nela Tuomas diz ter expressado toda sua raiva, sendo segundo ele a música mais pesada na discografia da banda. Originalmente, os vocais seriam de Anette, mas Tuomas achou que não faria sentido pois ela não teve envolvimento com o ocorrido, então os vocais passaram para Marco. Tuomas disse que essa música nunca será tocada ao vivo pois ele não se sentiria à vontade.

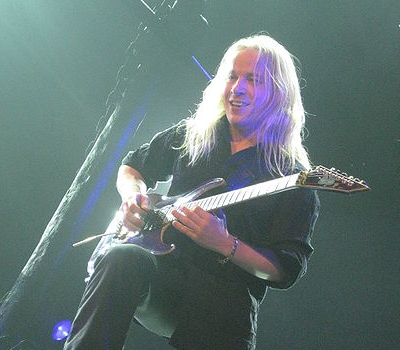
O guitarrista do grupo e compositor de "Whoever Brings the Night", Emppu Vuorinen.

"Eva" é sobre uma menina que é desprezada na escola. Tuomas disse em uma entrevista que sua infância foi semelhante e disse que "a história dessa canção é para a vida". "Sahara" foi baseada em um sonho de Tuomas. "Whoever Brings the Night" foi a primeira canção totalmente composta pelo guitarrista Emppu Vuorinen, e trata de amor, sexo, morte e ironia. "For the Heart I Once Had" lida com a questão da infância perdida.
"The Islander" foi escrita por Marco para sua outra banda, Tarot, mas como não foi utilizada, passou para o Nightwish. A canção não possui guitarra ou baixo, ao invés disso, Marco e Emppu tocam violões. Marco disse que "The Islander" deu pela primeira vez à banda a oportunidade de mudar completamente a atmosfera musical durante os shows.
O título da canção "Amaranth" foi inspirado na planta amaranto; a música fala de algo que nunca acaba, que dura para sempre. "7 Days to the Wolves" foi inspirada pelo poeta norte-americano Walt Whitman.
O álbum possui duas canções bônus inéditas em edições especiais, uma delas é "Escapist", a única escrita por Tuomas após a entrada de Anette para o grupo, e a outra é "While Your Lips Are Still Red", escrita por Tuomas para ser a trilha sonora principal do filme finlandês Lieksa!, de 2007. A canção não possui guitarra nem vocal feminino.

### Gravação e edição

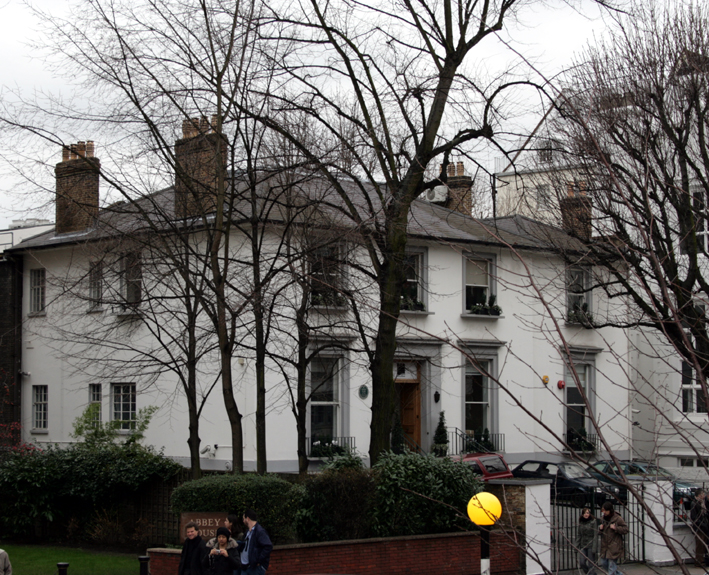
O Abbey Road Studios, em Londres.

O Nightwish começou a gravar os primeiros arranjos instrumentais de Dark Passion Play no começo de 2006. Para que todos tivessem uma noção de como tudo soaria no final, o grupo gravou uma fita demo na qual algumas das novas músicas eram cantadas por Marco Hietala, sendo que algumas dessas versões foram lançadas na coletânea digital The Sound of Nightwish Reborn, em 2008.
Para conduzir a orquestra, Tuomas chamou Philip "Pip" Williams, o mesmo de Once. Assim como em Once, a banda contou com a ajuda da Orquestra Filarmônica de Londres e com a colaboração do Metro Voices Choir; cerca de 80% do pessoal foi o mesmo usado anteriormente.
Em 15 de setembro de 2006, a banda começou a gravar no Petrax Studios, em Hollola, Finlândia, começando pelos sons de bateria. Os sons para teclado, baixo e guitarra ocorreram no próprio estúdio de Emppu, em Kerava, Finlândia. As partes orquestrais foram gravadas no Abbey Road Studios, em Londres, Inglaterra. Bandas consagradíssimas como Beatles e Pink Floyd também já usaram esse estúdio anteriormente. A orquestra conclui seu trabalho em oito dias. Os vocais de Marco e Anette só foram gravados em março de 2007, no Petrax Studios. Um total de 130 músicos convidados, em diferentes instrumentos, trabalharam no álbum.
O álbum recebeu os últimos retoques em Helsinque, capital finlandesa, no Finnvox Studios, e todo o trabalho de masterização e mixagem demorou 75 dias para ser concluído. Reporta-se que seu custo superou 500 mil euros, o dobro de Once, tornando-o o álbum finlandês mais caro da história da música.

## Estilo musical
Antes do lançamento do álbum, Holopainen disse em uma entrevista que ele teria muito em comum com o anterior, Once. Algumas músicas possuem o clássico estilo do Nightwish, como "Bye Bye Beautiful", "Master Passion Greed" e "7 Days to the Wolves", enquanto outras são totalmente inovadoras, como "Meadows of Heaven", "Eva" e "The Islander". O álbum também possui a segunda música mais longa da discografia da banda, "The Poet and the Pendulum", com 13:53, perdendo apenas para "The Greatest Show on Earth", do álbum Endless Forms Most Beautiful, com 23:58.
Dark Passion Play possui inúmeras canções com sons orquestrais. Holopainen disse que assim como em Once, ele usou 18 pessoas no coro de fundo. A longa "The Poet and the Pendulum" foi inspirada na personalidade Holopainen, com peças épicas e teatrais. Holopainen também disse que ele preservou as "sombras" do álbum Century Child, combinando as sombras com o lírico e o épico, como é o caso de "Amaranth" e "Bye Bye Beautiful":
| “ | Dark Passion Play não vai se tornar o Century Child 2, há muito mais esperança em todas as músicas. —Holopainen fala sobre a sonoridade do álbum | ” |

Enquanto que em Once Holopainen usou a cultura indígena em algumas músicas, como "Creek Mary's Blood", dessa vez ele preferiu usar a cultura e mitologia finlandesas para suas composições, como na canção "Last of the Wilds".
"While Your Lips Are Still Red", uma faixa bônus no single "Amaranth", foi a primeira composição própria do Nightwish cantada apenas por Marco Hietala, já que outras cantadas por ele como "High Hopes" e "Wild Child" eram apenas covers. Holopainen escreveu a canção para ser o tema principal do filme finlandês Lieksa!, de 2007. A música possui ainda Jukka Nevalainen na bateria, porém Anette Olzon e Emppu Vuorinen não participam da canção.

## Faixas
| N.º            | Título                                                                                    | Compositor(es)             | Duração |  |
| 1.             | "The Poet and the Pendulum (divida em cinco capítulos) - Capítulo V: "Mother and Father"" | Tuomas Holopainen          | 13:53   |  |
| 2.             | "Bye Bye Beautiful"                                                                       | Holopainen                 | 4:14    |  |
| 3.             | "Amaranth"                                                                                | Holopainen                 | 3:51    |  |
| 4.             | "Cadence of Her Last Breath"                                                              | Holopainen                 | 4:14    |  |
| 5.             | "Master Passion Greed"                                                                    | Holopainen                 | 6:02    |  |
| 6.             | "Eva"                                                                                     | Holopainen                 | 4:24    |  |
| 7.             | "Sahara"                                                                                  | Holopainen                 | 5:47    |  |
| 8.             | "Whoever Brings the Night"                                                                | Holopainen, Emppu Vuorinen | 4:17    |  |
| 9.             | "For the Heart I Once Had"                                                                | Holopainen                 | 3:56    |  |
| 10.            | "The Islander"                                                                            | Marco Hietala              | 5:05    |  |
| 11.            | "Last of the Wilds"                                                                       | Holopainen                 | 5:40    |  |
| 12.            | "7 Days to the Wolves"                                                                    | Holopainen, Hietala        | 7:03    |  |
| 13.            | "Meadows of Heaven"                                                                       | Holopainen                 | 7:10    |  |
| Duração total: | Duração total:                                                                            | Duração total:             | 75:36   |  |

## Lançamento e recepção
| Críticas profissionais | Críticas profissionais |
| Avaliações da crítica  | Avaliações da crítica  |
| Fonte                  | Avaliação              |
| ---------------------- | ---------------------- |
| Allmusic               | [ 25 ]                 |
| Lords of Metal         | [ 26 ]                 |
| Metal Storm            | [ 27 ]                 |
| Metal Symphony         | [ 28 ]                 |
| RockReviews            | [ 29 ]                 |
| Sea of Tranquility     | [ 30 ]                 |
| The Metal Circus       | [ 31 ]                 |
| The Metal Observer     | [ 32 ]                 |

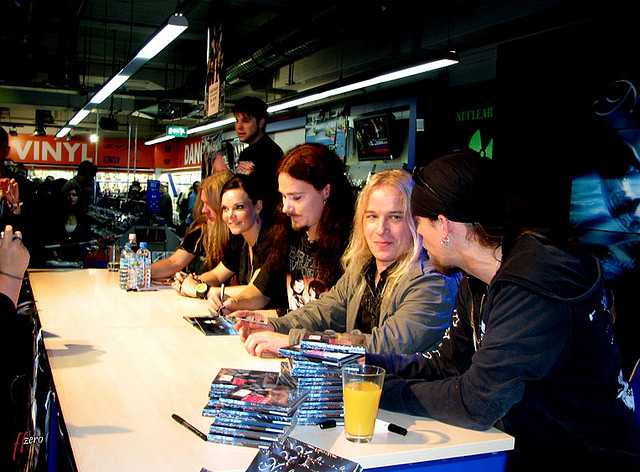
A banda promovendo o álbum durante uma sessão de autógrafos na Alemanha.

O primeiro single, "Eva", foi disponibilizado na Internet seis dias antes do lançamento oficial, forçando a banda a lançá-lo antes da data originalmente prevista. Muitas outras canções também podiam ser encontradas no YouTube e via torrent antes dos lançamentos oficiais. Mesmo antes dos arranjos vocais, a parte sinfônica já era vista em vários websites não oficiais, e após o lançamento do álbum completo, todas as músicas foram rapidamente disponibilizadas no YouTube, e padronizadas com a abertura oficial do canal do Nightwish no website de vídeos.
Em seu primeiro dia no mercado, Dark Passion Play vendeu 42 mil cópias apenas na Finlândia, ganhando Disco de Platina. No dia seguinte as vendas totalizaram 60 mil cópias, garantindo certificado de Platina dupla. Em 24 de outubro de 2007, o álbum já havia vendido 90 mil cópias na Finlândia, garantindo certificado de Platina tripla. Ao todo, até hoje, o álbum vendeu mais de 120 mil cópias só na Finlândia, o que deu à banda certificado de Platina quádrupla.
O álbum foi o mais pedido durante vários dias nas paradas da Finlândia, Alemanha, Croácia, Suíça e Hungria, também se destacando nas paradas da Suécia (#4), Grécia, Holanda, Áustria (#5) e Noruega (#7). Na Finlândia permaneceu num total de quase de oito meses nas paradas, ou seja, passou 30 semanas, das quais oito foram em 1º lugar, nas paradas oficiais do país.
| “ | Nossa música é muito diversificada. Há méritos, baladas e uma combinação de orquestras e guitarras, assim oferecemos algo para todos. Nosso sucesso se basea na honestidade da música, nunca seguimos tendências, nós nos mostramos através delas, as canções despertam sentimentos interiores nas pessoas. —Holopainen para a revista online canadense ChartAttack.com | ” |

O álbum foi indicado, em 2007, à duas categorias do Metal Storm Awards: Melhor Álbum de Metal e Maior Surpresa do Ano, tendo vencido a última. No ano seguinte, venceu as categorias Álbum do Ano e Álbum de Metal do Ano no Emma Awards.

## Desempenho nas paradas
| País           | Parada (2007)           | Melhor posição |
| -------------- | ----------------------- | -------------- |
| Alemanha       | Media Control Charts    | 1              |
| Austrália      | ARIA Charts             | 42             |
| Áustria        | Ö3 Austria Top 40       | 5              |
| Bélgica        | Ultratop (Flandres)     | 18             |
| Bélgica        | Ultratop (Valônia)      | 17             |
| Canadá         | Canadian Albums Chart   | 24             |
| Croácia        | Otvoreni                | 1              |
| Dinamarca      | Hitlisten               | 18             |
| Espanha        | Promusicae              | 33             |
| Estados Unidos | Billboard 200           | 84             |
| Estados Unidos | Top Hard Rock Albums    | 7              |
| Estados Unidos | Top Rock Albums         | 23             |
| Europa         | European Top 100 Albums | 4              |
| Finlândia      | Suomen virallinen lista | 1              |
| França         | SNEP                    | 6              |
| Grécia         | IFPI Ελλάδα             | 3              |
| Hungria        | Mahasz                  | 1              |
| Irlanda        | Irish Albums Chart      | 62             |
| Itália         | FIMI                    | 14             |
| Japão          | Oricon                  | 52             |
| México         | AMPROFON                | 22             |
| Mundo          | World Top 40            | 9              |
| Noruega        | VG-lista                | 7              |
| Países Baixos  | Dutch Charts            | 5              |
| Polónia        | Polish Music Charts     | 6              |
| Reino Unido    | UK Albums Chart         | 25             |
| Reino Unido    | UK Rock Chart           | 1              |
| Reino Unido    | UK Indie Chart          | 5              |
| Chéquia        | IFPI Česká Republika    | 1              |
| Suécia         | Sverigetopplistan       | 4              |
| Suíça          | Swiss Hitparade         | 1              |

| País          | Parada (2008)           | Melhor posição |
| ------------- | ----------------------- | -------------- |
| Alemanha      | Media Control Charts    | 56             |
| Áustria       | Ö3 Austria Top 40       | 59             |
| Bélgica       | Ultratop (Flandres)     | 49             |
| Bélgica       | Ultratop (Valônia)      | 49             |
| Finlândia     | Suomen virallinen lista | 1              |
| França        | SNEP                    | 149            |
| Países Baixos | Dutch Charts            | 72             |
| Suécia        | Svensktoppen            | 42             |
| Suíça         | Swiss Hitparade         | 36             |

| País        | Certificado | Provedor          | Vendas   |
| ----------- | ----------- | ----------------- | -------- |
| Alemanha    | Ouro        | BVMI              | 100,000+ |
| Áustria     | Ouro        | IFPI Österreich   | 10,000+  |
| Croácia     | Prata       | IFPI Hrvatska     | 5,000+   |
| Finlândia   | 4× Platina  | Musiikkituottajat | 130,000+ |
| Hungria     | Platina     | Mahasz            | 7,500+   |
| Polônia     | Ouro        | ZPAV              | 15,000+  |
| Reino Unido | Prata       | BPI               | 60,000+  |
| Suécia      | Ouro        | GLF               | 30,000+  |
| Suíça       | 2× Platina  | IFPI Schweiz      | 60,000+  |

## Créditos
A seguir estão listados os músicos e técnicos envolvidos na produção do álbum Dark Passion Play:
| - Tuomas Holopainen – teclado - Emppu Vuorinen – guitarra - Jukka Nevalainen – bateria, percussão - Marco Hietala – baixo, vocais - Anette Olzon – vocais - Troy Donockley – gaita irlandesa, tin whistle - Nollaig Casey – flauta irlandesa - Senni Eskelinen – kantele - Greg Knowles – prato - Guy Elliott, Tom Willians – soprano - Orquestra Filarmônica de Londres – orquestra - The Metro Voices – coro de fundo | - Tero Kinnunen – engenharia de áudio, mixagem - Mika Jussila – masterização - Mikko Karmila – mixagem - Pip Williams – arranjo e direção de orquestra - James Shearman – direção de orquestra |